# Johan Olsson (sciatore)
Johan Arne Olsson (Västerås, 18 marzo 1980) è un ex fondista svedese.
È marito di Anna, a sua volta fondista di alto livello.

## Biografia
Nato a Skultuna di Västerås, Olsson ha debuttato in campo internazionale ai Mondiali juniores di Pontresina nel 1998, senza conseguire risultati di rilievo.
In Coppa del Mondo ha esordito il 12 dicembre 2001 nella 15 km a tecnica libera di Brusson (63°), ha ottenuto il primo podio il 14 dicembre 2003 nella staffetta di Davos (3°) e la prima vittoria il 13 dicembre 2008 nella 15 km a tecnica classica disputata nella medesima località.
In carriera ha preso parte a tre edizioni dei Giochi olimpici invernali, Torino 2006 (6° nella 15 km, 25° nella 50 km, 23° nell'inseguimento, 3° nella staffetta), Vancouver 2010 (11° nella 15 km, 3° nella 50 km, 3° nell'inseguimento, 1° nella staffetta) e Soči 2014 (2° nella 15 km, 9° nella 50 km, 1° nella staffetta) e a sette dei Campionati mondiali, vincendo otto medaglie.

## Palmarès

### Olimpiadi
- 6 medaglie:
  - 2 ori (staffetta a Vancouver 2010; staffetta a Soči 2014)
  - 1 argento (15 km a Soči 2014)
  - 3 bronzi (staffetta a Torino 2006; 50 km, inseguimento a Vancouver 2010)

### Mondiali
- 8 medaglie:
  - 2 ori (50 km a Val di Fiemme 2013; 15 km a Falun 2015)
  - 4 argenti (staffetta a Oslo 2011; 15 km, staffetta a Val di Fiemme 2013; staffetta a Falun 2015)
  - 2 bronzi (50 km a Falun 2015; staffetta a Lahti 2017).

### Coppa del Mondo
- Miglior piazzamento in classifica generale: 14º nel 2009 e nel 2012
- 17 podi (7 individuali, 10 a squadre):
  - 6 vittorie (5 individuali, 1 a squadre)
  - 6 secondi posti (1 individuale, 5 a squadre)
  - 5 terzi posti (1 individuale, 4 a squadre)

#### Coppa del Mondo - vittorie
| Data             | Luogo                | Paese     | Disciplina                                                      |
| ---------------- | -------------------- | --------- | --------------------------------------------------------------- |
| 13 dicembre 2008 | Davos                | Svizzera  | 15 km TC                                                        |
| 21 novembre 2010 | Gällivare            | Svezia    | 4x10 km (con Mats Larsson, Daniel Richardsson e Marcus Hellner) |
| 19 novembre 2011 | Sjusjøen             | Norvegia  | 15 km TL                                                        |
| 11 febbraio 2012 | Nové Město na Moravě | Rep. Ceca | 30 km TC MS                                                     |
| 18 febbraio 2012 | Szklarska Poręba     | Polonia   | 15 km TC                                                        |
| 17 febbraio 2013 | Davos                | Svizzera  | 15 km TL                                                        |

Legenda:
MS = partenza in linea
TC = tecnica classica
TL = tecnica libera

## Riconoscimenti
- Medaglia d'oro dello Svenska Dagbladet 2010